# 서울관악경찰서
서울관악경찰서(서울冠岳警察署, Seoul Gwanak Police Station)는 서울특별시경찰청이 관할하는 경찰서이다. 서울특별시 관악구 일원을 관할한다. 서울특별시 관악구 관악로5길 33 (봉천동)에 위치하고 있다.
서장은 총경으로 보한다.

## 조직
| - 112종합상황실 - 청문감사관 - 경무과 - 생활안전과 | - 여성청소년과 - 수사과 - 형사과 | - 경비교통과 - 정보과 - 보안과 |

## 관할 지구대
서울관악경찰서는 6개 지구대와 3개 파출소를 산하에 두고 있다.
| 명칭         | 사진 | 주소                        | 관할구역                              | 치안센터                                |
| ------------ | ---- | --------------------------- | ------------------------------------- | --------------------------------------- |
| 당곡지구대   |      | 남부순환로191길 12 (봉천동) | 신림동, 보라매동, 은천동 일부         | 보라매치안센터                          |
| 낙성대지구대 |      | 봉천로 540 (봉천동)         | 낙성대동, 인헌동, 행운동, 청룡동 일부 | 청룡1치안센터 행운치안센터 인헌치안센터 |
| 신림지구대   |      | 남부순환로188길 12 (신림동) | 서원동, 신원동, 청룡동 일부           | 서원치안센터 신원치안센터               |
| 관악산지구대 |      | 신림로 178 (신림동)         | 서림동, 삼성동, 대학동                | 삼성치안센터 대학동치안센터             |
| 구암지구대   |      | 은천로 93 (봉천동)          | 성현동, 중앙동, 청림동, 은천동 일부   | 청림치안센터                            |
| 난우파출소   |      | 난곡로 64 (신림동)          | 난향동, 난곡동                        | 난곡치안센터                            |
| 신사지구대   |      | 신사로 106 (신림동)         | 신사동, 조원동                        |                                         |
| 미성파출소   |      | 난곡로64가길 31 (신림동)    | 미성동                                |                                         |
| 남현파출소   |      | 남현1가길 29 (남현동)       | 남현동                                |                                         |

## 같이 보기
- 서울특별시지방경찰청

## 인접한 건물
- 서울관악소방서
- 서울문영여자고등학교
- 서울여자상업고등학교